# Schillerporlinge
Die Schillerporlinge (Inonotus) sind eine Pilzgattung aus der Familie der Borstenscheiblingsverwandten.
Die Typusart ist der Flache Schillerporling (Inonotus cuticularis).

## Merkmale

### Makroskopische Merkmale
Die Schillerporlinge bilden einjährige, resupinate (dem Substrat anliegende), effus-reflexe (mit abstehenden Hutkanten dem Substrat anliegende) oder konsolenartige Fruchtkörper, die sitzend oder schwach gestielt sein können. Die Oberfläche der Fruchtkörper ist meist gelblich bis braun gefärbt, sie kann kahl oder behaart sein, eine harte Oberflächenkruste fehlt. Die Fruchtschicht ist röhrig, die Röhren sind nicht geschichtet, die Poren klein. Das Fleisch der Fruchtkörper ist in jungem Zustand saftig, weich und rost- bis dunkelbraun gefärbt, trocken ist es hart und brüchig und vergleichsweise leicht. KOH färbt das frische Fleisch schwarz. Die Röhrenschicht der Schillerporlinge erzeugt bei frischen Fruchtkörpern von schräg seitwärts betrachtet, je nach Lichteinfall, einen wechselnden (schillernden) Silberschein über gelbbraunem Grund.

### Mikroskopische Merkmale
Mikroskopisch sind die Schillerporlinge gekennzeichnet durch eine monomitische Hyphenstruktur, die generativen Hyphen sind farblos bis gelblich, Schnallen fehlen, in der Fruchtschicht können braune, konisch-apikal zugespitzte Setae oder setale Hyphen vorhanden sein, die teilweise hakenförmig gekrümmt sind. Die Basidien sind kurz, ellipsoid-keulig, farblos und viersporig, eine Basalschnalle fehlt. Die Sporen der Schillerporlinge sind kugelig oder kurzellipsenförmig und glatt, sie sind etwas dickwandig und inamyolid (mit Jodreagenz nicht blau verfärbend). Das Sporenpulver kann weiß, gelblich oder braun sein.

## Ökologie
Die Schillerporlinge sind saprobiontische oder parasitische Holzbewohner, die je nach Art Laub- oder Nadelhölzer befallen können und die im befallenen Holz eine Weißfäule erzeugen.

## Systematik
Die Schillerporlinge sind eng verwandt mit den Feuerschwämmen, die mehrjährige Fruchtkörper mit dimitischer Hyphenstruktur bilden. Einige Untersuchungen deuten darauf hin, dass beide Gattungen nicht voneinander zu trennen sind und entweder in eine gemeinsame Gattung Phellinus im weiteren Sinne zusammenzufassen oder in mehrere kleine Gattungen aufzutrennen sind.

## Arten

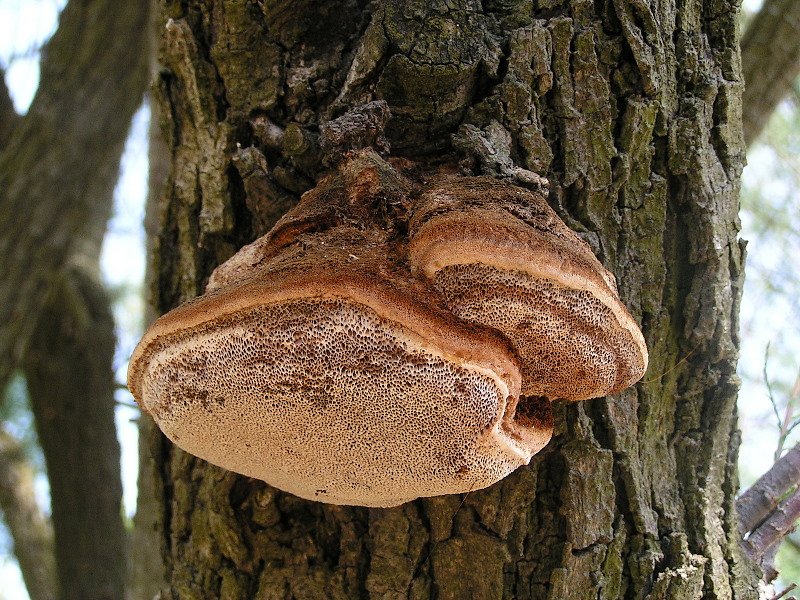
Tamarisken-Schillerporling (Inocutis tamaricis)
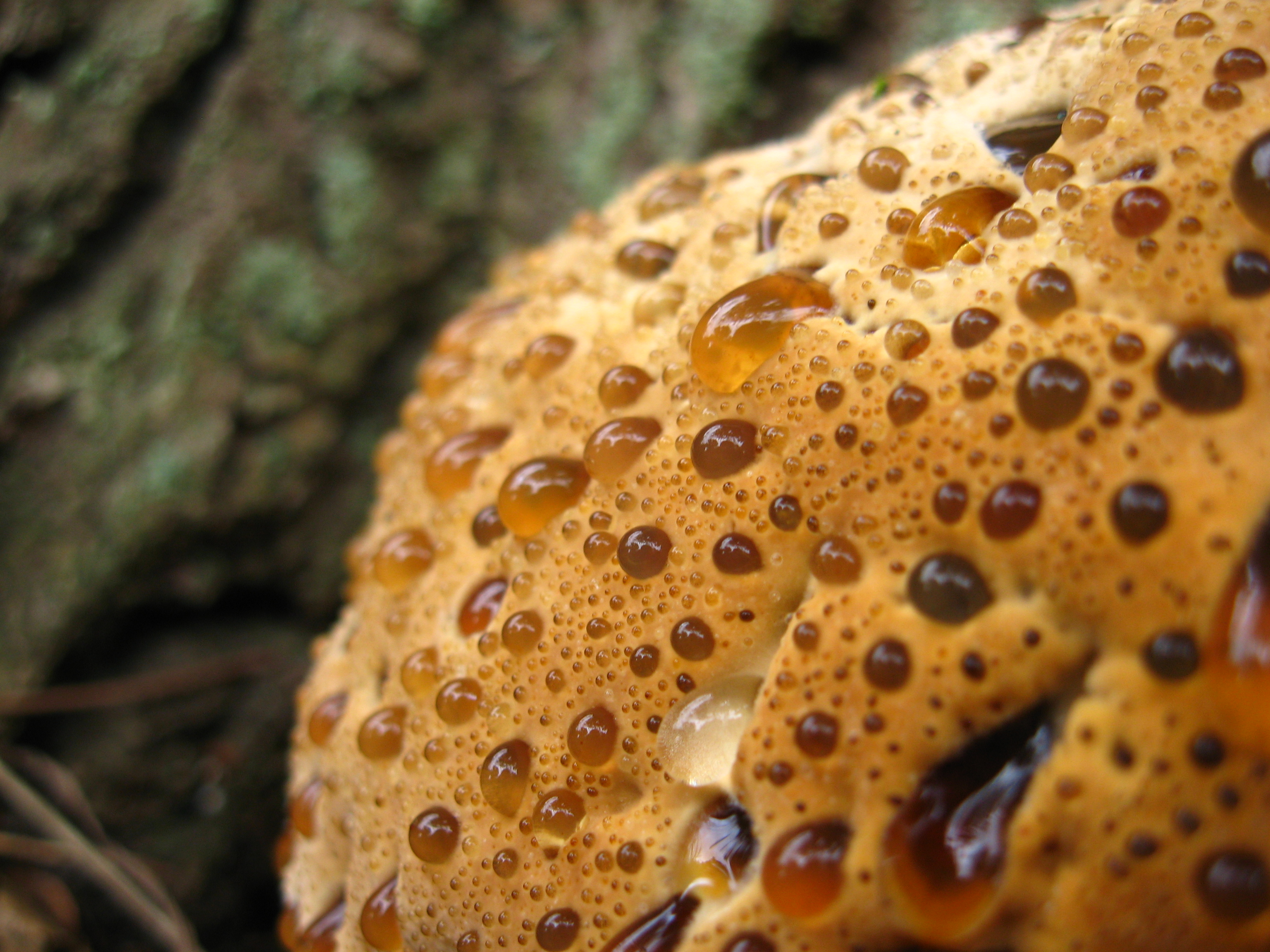
Tropfender Schillerporling (Pseudoinonotus dryadeus)
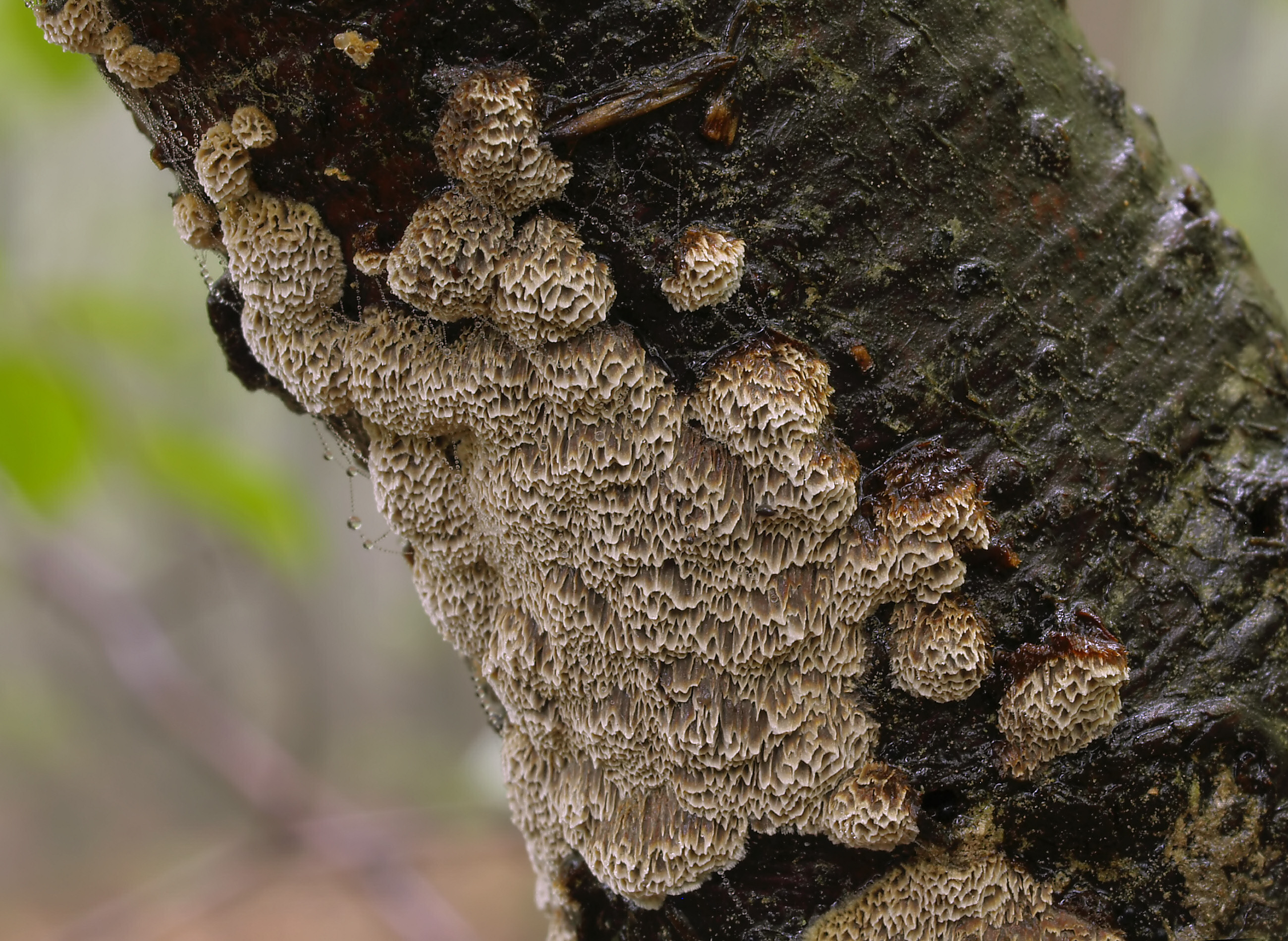
Knotiger Schillerporling (Mensularia nodulosa)
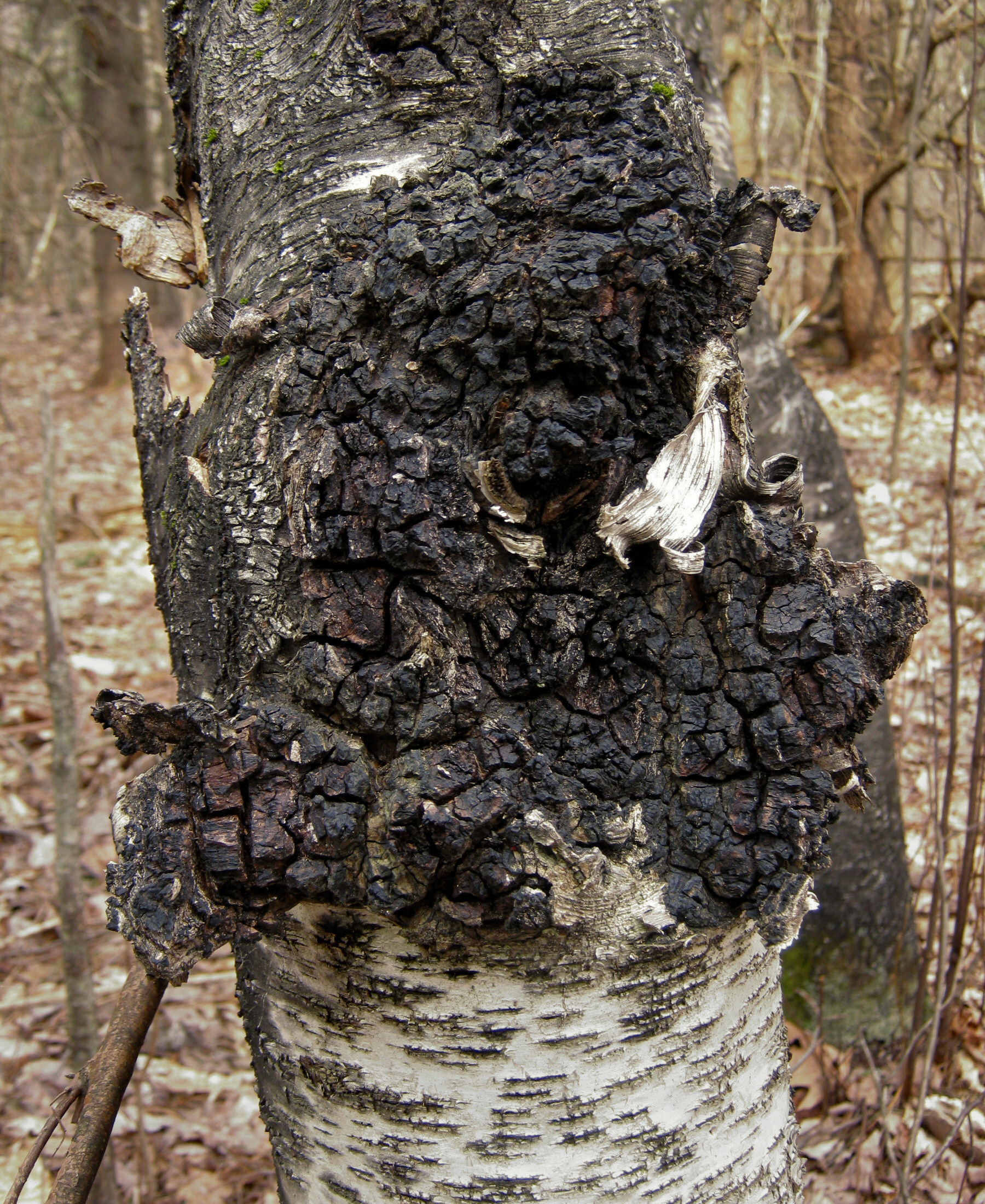
Nebenfruchtform des Schiefen Schillerporlings (Inonotus obliquus)

Die Gattung im weiteren Sinn enthält weltweit etwa 60 Arten. In Europa kommen folgende Arten vor bzw. sind dort zu erwarten:
| Inocutis                   | Inocutis                | Inocutis                                  |
| Deutscher Name             | Wissenschaftlicher Name | Autorenzitat                              |
| -------------------------- | ----------------------- | ----------------------------------------- |
| Eichen-Schillerporling     | Inocutis dryophila      | (Berkeley 1847) Fiasson & Niemelä 1984    |
| Fuchsroter Schillerporling | Inocutis rheades        | (Persoon 1825) Fiasson & Niemelä 1984     |
| Tamarisken-Schillerporling | Inocutis tamaricis      | (Patouillard 1904) Fiasson & Niemelä 1984 |

| Inonotopsis               | Inonotopsis             | Inonotopsis               |
| Deutscher Name            | Wissenschaftlicher Name | Autorenzitat              |
| ------------------------- | ----------------------- | ------------------------- |
| Subikulum-Schillerporling | Inonotopsis subiculosa  | (Peck 1879) Parmasto 1973 |

| Inonotus s. str.                         | Inonotus s. str.        | Inonotus s. str.                             |
| Deutscher Name                           | Wissenschaftlicher Name | Autorenzitat                                 |
| ---------------------------------------- | ----------------------- | -------------------------------------------- |
| Andersons Schillerporling                | Inonotus andersonii     | (Ellis & Everhart 1890) Černý 1963           |
| Flacher Schillerporling                  | Inonotus cuticularis    | (Bulliard 1790 : Fries 1821) P. Karsten 1880 |
| Zottiger Schillerporling                 | Inonotus hispidus       | (Bulliard 1785 : Fries 1821) P. Karsten 1880 |
| Spechtloch-Schillerporling               | Inonotus nidus-pici     | Pilát 1942 ex Pilát 1953                     |
| Schiefer Schillerporling, Synonym: Chaga | Inonotus obliquus       | (Persoon 1801 : Fries 1821) Pilát 1942       |
| Ricks Schillerporling                    | Inonotus rickii         | (Patouillard 1908) D.A. Reid 1957            |
| Ulmen-Schillerporling                    | Inonotus ulmicola       | Corfixen 1990                                |

| Mensularia               | Mensularia              | Mensularia                                    |
| Deutscher Name           | Wissenschaftlicher Name | Autorenzitat                                  |
| ------------------------ | ----------------------- | --------------------------------------------- |
| Buchen-Schillerporling   | Mensularia hastifera    | (Pouzar 1981) T. Wagner & M. Fischer 2001     |
| Knotiger Schillerporling | Mensularia nodulosa     | (Fries 1838) T. Wagner & M. Fischer 2001      |
| Erlen-Schillerporling    | Mensularia radiata      | (Sowerby 1799 : Fries 1821) Lázaro Ibiza 1916 |

| Pseudoinonotus             | Pseudoinonotus          | Pseudoinonotus                                          |
| Deutscher Name             | Wissenschaftlicher Name | Autorenzitat                                            |
| -------------------------- | ----------------------- | ------------------------------------------------------- |
| Tropfender Schillerporling | Pseudoinonotus dryadeus | (Persoon 1800 : Fries 1821) T. Wagner & M. Fischer 2001 |

| Onnia                   | Onnia                   | Onnia                                     |
| Deutscher Name          | Wissenschaftlicher Name | Autorenzitat                              |
| ----------------------- | ----------------------- | ----------------------------------------- |
| Fichten-Filzporling     | Onnia leporina          | (Fries 1852) H. Jahn 1978                 |
| Gestielter Filzporling  | Onnia tomentosa         | (Fries 1821 : Fries 1821) P. Karsten 1889 |
| Dreieckiger Filzporling | Onnia triquetra         | (Fries 1849) Imazeki in S. Ito 1955       |

- Tamarisken-Schillerporling
(Inocutis tamaricis)
- Tropfender Schillerporling
(Pseudoinonotus dryadeus)
- Knotiger Schillerporling
(Mensularia nodulosa)
- Nebenfruchtform des Schiefen Schillerporlings
(Inonotus obliquus)

## Bedeutung
Einige Schillerporlinge sind als Holzzerstörer und Parasiten an Obst- oder Parkbäumen schädlich, als Speisepilze kommen sie nicht in Frage.
Der Schiefe Schillerporling ist ein bedeutender Heilpilz aus der Mykotherapie, er ist hier unter dem Namen Chaga bekannt.